# Výbory Poslanecké sněmovny Parlamentu České republiky
Výbory Poslanecké sněmovny Parlamentu České republiky jsou sněmovní orgány, které se zabývají agendami jednotlivých oborů lidské činnosti nebo speciálními záležitostmi vnitřního fungování sněmovny (organizační, kontrolní a mandátový a imunitní výbor). Výbory zpracovávají odbornou expertizu k jednotlivým zákonům podle přikázání, ke kterému dochází v tzv. prvním čtení návrhů ve sněmovně.
Podle sněmovního jednacího řádu musí Poslanecká sněmovna vždy zřídit ze svých členů následující výbory:
- mandátový a imunitní výbor
- petiční výbor
- rozpočtový výbor
- kontrolní výbor
- organizační výbor
- volební výbor
- výbor pro evropské záležitosti

Předseda a místopředseda sněmovny jsou jen členy organizačního výboru. Členové vlády nesmějí být členy žádného výboru. Zastoupení jednotlivých klubů ve výborech je poměrné. Své předsedy si volí výbory ze svých členů, přičemž žádný poslanec nesmí být předsedou víc než jednoho výboru. Volbu předsedů pak potvrzuje celé plénum sněmovny.
V 9. volebním období (od roku 2021) je zřízeno 18 výborů PSP ČR. Schůze výborů jsou veřejné s výjimkou schůzí organizačního výboru a mandátového a imunitního výboru. Výbory si mohou zřizovat podvýbory, jednání podvýborů nejsou veřejná. V současnosti je zřízeno 63 podvýborů PSP ČR.